# Geneva (Nebraska)
Geneva è un comune (city) degli Stati Uniti d'America ed è capoluogo della contea di Fillmore nello Stato del Nebraska. La popolazione era di 2,217 persone al censimento del 2010.

## Storia
Geneva è stata fondata nel 1871. Prende il nome dalla città di Ginevra, in Svizzera, forse via Geneva, nello Stato di New York.

## Geografia fisica
Geneva è situata a 40°31′35″N 97°36′07″W (40.526288, -97.601885).
Secondo lo United States Census Bureau, ha un'area totale di 2,04 miglia quadrate (5,28 km²).

## Società

### Evoluzione demografica
Secondo il censimento del 2010, c'erano 2,217 persone.

### Etnie e minoranze straniere
Secondo il censimento del 2010, la composizione etnica della città era formata dal 95,9% di bianchi, l'1,3% di afroamericani, lo 0,9% di nativi americani, lo 0,7% di altre razze, e l'1,2% di due o più etnie. Ispanici o latinos di qualunque razza erano il 3,1% della popolazione.